# Soppressata

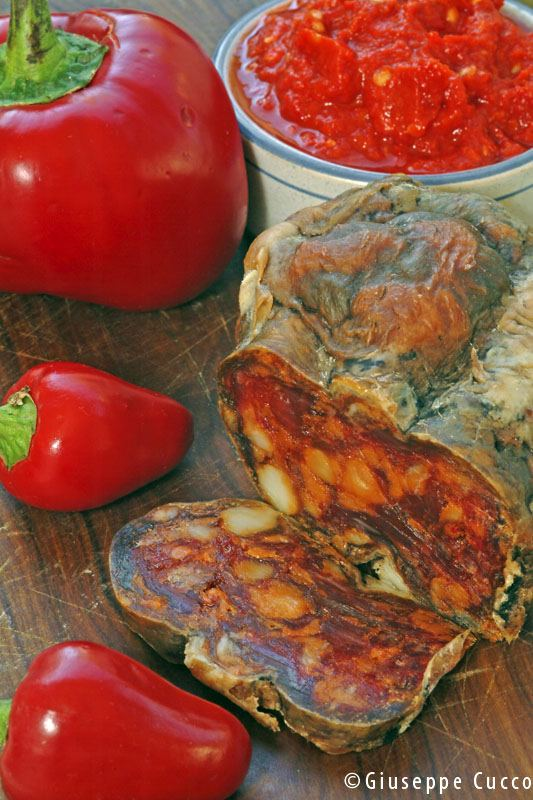
Soppressata di Calabria

Il termine soppressata, anche detta sopressa o soppressa, indica un tipo di salume, di cui esistono diverse varianti nell'Italia centro-meridionale, in Veneto, nel Friuli e in Toscana, preparato tramite pressatura e macinando carni magre e grasso di maiale. La soppressata è diffusa in diverse varianti in molti paesi del mondo; piatti simili sono l'headcheese o brawn inglese, la tobă romena e lo schweinskopfsülze tedesco.

## Storia
Si ritiene che la soppressata (dial. lucano: subbursata o soperzata a seconda delle zone) abbia avuto origini nella zona lucano-calabra, secondo la testimonianza scritta più antica datata 1719.
È da tenere presente che in area iberica è diffuso un salume, simile alla 'nduja, chiamato sobrassada.
Il prodotto divenne anche molto conosciuto nel resto d'Europa e nelle Americhe, soprattutto negli Stati Uniti, grazie agli immigrati italiani che fecero conoscere le proprie tradizioni all'estero. A seconda delle regioni italiane, il salume viene chiamato in vari modi come Soprassata e Soppresata. In Pennsylvania (Stati Uniti d'America), dove il prodotto è molto apprezzato, la soppressata viene chiamata Supersata, anche se, in gergo, viene usato di 
più il suo diminutivo Supie.

## Preparazione
La carne usata è di puro suino macellata fresca, mediante la tecnica definita "punta di coltello", un taglio grossolano che consente alla carne di rimanere molto compatta e mantenere così una peculiare integrità organolettica. La soppressata è preparata con una selezione di tagli nobili di prosciutti, spalle e rifili di pancetta e lardo tenero (questi ultimi, in particolare, vengono usati allo scopo di "ammorbidire" la carne, normalmente troppo magra per poter essere usata da sola), anche se esistono delle varianti fatte con carne bovina.
La carne così tagliata viene poi condita semplicemente con sale, grani di pepe interi (eventualmente "ravvivati", poco prima, mediante una leggera pestatura in mortaio), e peperone essiccato in polvere. Successivamente, viene infilata in un budello che, se naturale, va pulito scrupolosamente con sale e limone, e viene legata con spago per compattarne il contenuto. La soppressata viene poi lasciata ad essiccare, al buio, dalle 3 alle 12 settimane, a seconda del diametro, perdendo il 30% del suo peso originario.
L'essiccazione ottimale va fatta ad umidità e temperatura controllata (un innalzamento repentino della temperatura può provocare il "buco" all'interno del salume, e rovinarne alcune peculiari caratteristiche), per questo motivo nelle zone di produzione della soppressata si è soliti prepararla d'inverno: una stanza fredda infatti, debitamente munita di camino, può essere all'occorrenza deumidificata e riscaldata nelle giornate troppo fredde e umide, e lasciata raffreddare rapidamente nel naturale rigore invernale, dopo una delle rare giornate di sole. Dopo l'essiccazione, la soppressata viene generalmente conservata in barattoli con olio d'oliva. Varianti della preparazione descritta sono una leggera affumicatura, e la conservazione (raro per questo prodotto, più consueto per il salame pezzente) nella "sugna" fresca di maiale.

## Varianti

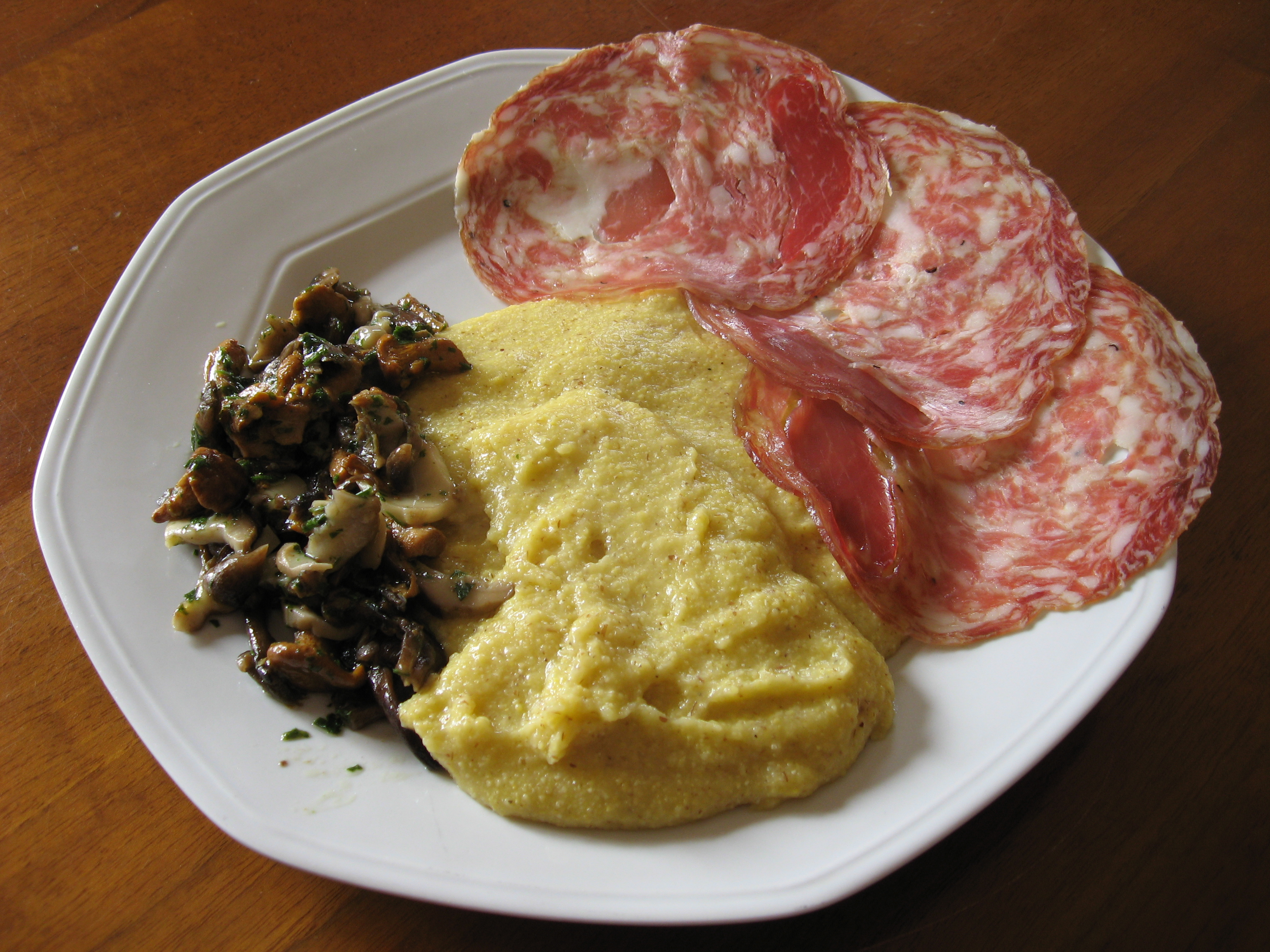
Soppressa veneta con polenta e funghi

Sono diffusi vari tipi di soppressata, soprattutto nell'Italia meridionale:
- Sopressa vicentina: riconosciuta DOP[3][4]
- Soppressata di Calabria a marchio DOP.[5]
- Soppressata di Ricigliano (SA)[6]
- Soppressata di Basilicata: I comuni di Castelluccio, Rivello, Lauria, Viggianello, Rotonda, Latronico, Lagonegro, Vietri di Potenza, Cancellara e Vaglio ne sono tra i maggiori produttori.[senza fonte]
- Soppressata di Puglia:[7] di cui è molto nota quella della Murgia e nello specifico delle città di Gravina e di Martina Franca.
- Soppressata di Napoli: spesso prodotta in ambito casalingo e senza obiettivi commerciali.
- Soppressata del Molise: si ottiene da un trito di lombi poi aromatizzato con sale e pepe. Stagiona 5 mesi.[1] Viene prodotta prevalentemente per consumo casalingo, caratteristiche le produzioni di Rionero Sannitico, Macchiagodena, Montenero di Bisaccia e Castel del Giudice.
- La Soppressata toscana (detta anche sopprassata,[5] soprassata, capofreddo, capaccia), che è composta da parti di suino "di scarto"; come i tendini, le cotenne, la testa (esclusi occhi e cervello) e parti del collo. La soprassata viene insaporita con varie spezie, prezzemolo e buccia di limone.
- Un'altra variante (del Cilento) è la soppressata di Gioi, caratterizzata dalla carne magrissima, attraversata in tutta la lunghezza da un unico cilindro di grasso.
- La soppressata bresciana è riconosciuta come Prodotto agroalimentare di tradizione.[8]
- Soppressata di Martina Franca[1]
- Soppressata di Ricigliano e San Gregorio Magno[1]
- Soppressa di Asiago[1]
- Salame di cavallo o sopressa di cavallo: salume veneto[1]
- Sopressata di cavallo: ottenuta mescolando carne di maiale con quella equina. Non va confusa con il salame di cavallo prodotto nella stessa regione.[4]
- Soperzata di Rivello: raro salume prodotto nell'omonimo comune lucano.[5]
- Soppressa friulana: salume grasso e di grande pezzatura. Ne esiste una variante conosciuta come soppressa di costa.[5]
- Soppressata della Presila o soppressata di Decollatura: salume calabrese di montagna prodotto con carni magre.[5]